# Heliktit

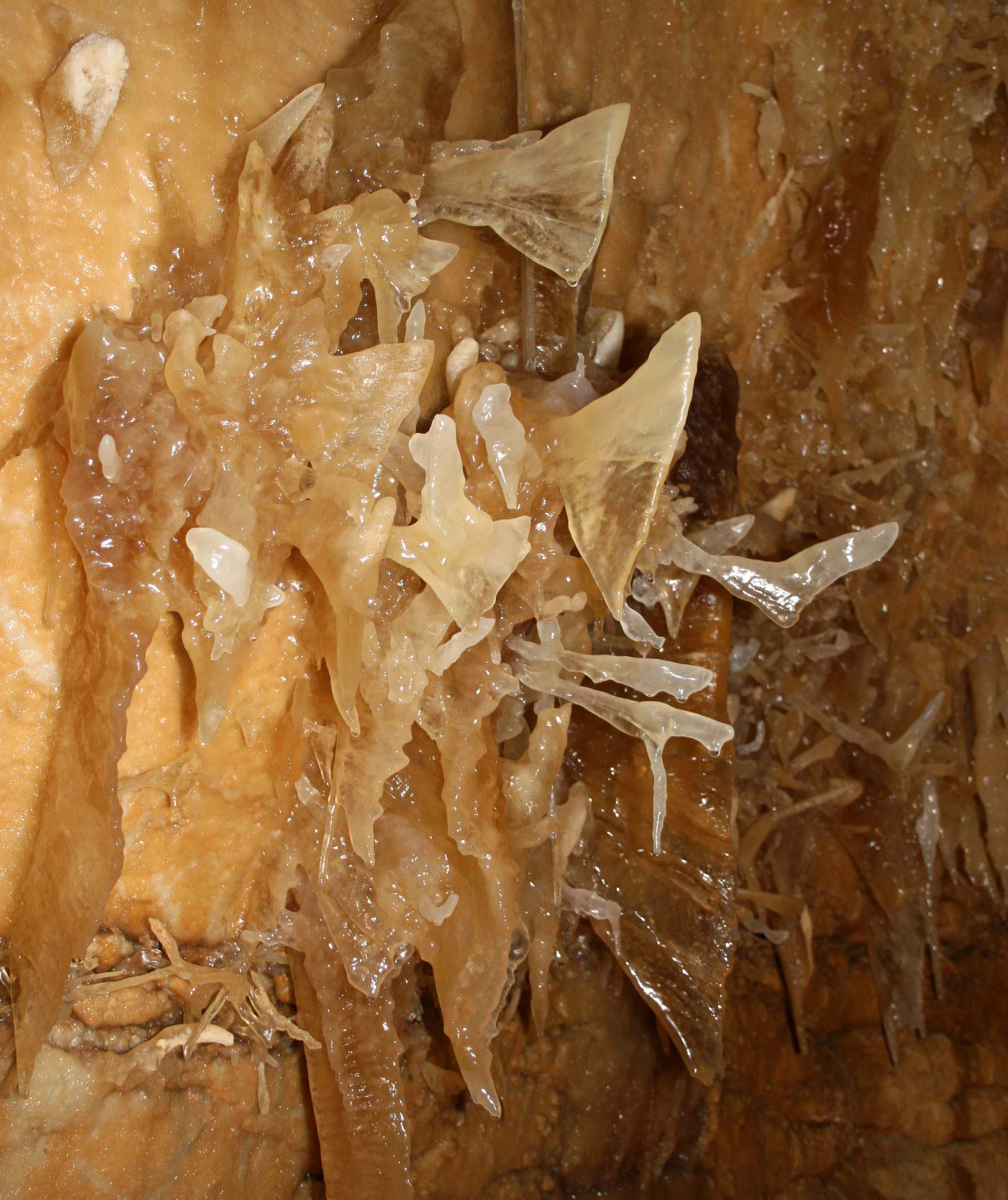
Vzácný heliktit ve tvaru rybího ocasu v jeskyních v Sonoře v Texasu

Heliktit, zvaný též excentrický krápník, je útvarem sekundární krasové výplně, který roste zdánlivě proti zákonům gravitace.
Heliktity se vyskytují v různých velikostech a tvarech. Nejjemnější „fibro“ formy heliktitů mají tloušťku menší než 1 mm, bývají různě zkroucené, např. do spirály. Excentricita se projevuje také u silnějších krápníků, které jsou také různě zakřivené. Každopádně tyto krápníky rostou jinak než svisle dolů, jak je normální pro všechny stalaktity. V Evropě se dají mimo jiné vidět nádherné shluky heliktitů v jeskynním systému El Soplao ve španělské Kantábrii.
Nejčastěji jsou helikty tvořeny uhličitanem vápenatým (kalcit – klencová, aragonit – kosočtverečná krystalografická soustava). Heliktity se dále vyznačují úzkým centrálním kanálkem.
Heliktity fascinují speleology i návštěvníky jeskyní svými téměř neskutečnými tvary již celá desetiletí. Během této doby se objevila řada hypotéz o jejich vzniku (viz přehled níže). Přestože již byly v minulosti mnohé z nich vyvráceny (pozorování, experimenty s růstem umělých heliktitů), stále se s nimi lze setkat. Podle některých současných pramenů je vznik heliktitů záhadou. Lze se setkat i s tvrzeními, že pro jejich růst není dosud žádná teorie, vysvětlení.
Některé hypotézy – činitelé zodpovědní za vznik heliktitů:
- proudění vzduchu (vítr),
- kapilární síly,
- houby, pavouci a jejich sítě,
- bakterie,
- nečistoty (příměsi),
- dvojčatění při krystalizaci kalcitu.

Často se lze také setkat s vysvětlením, že za formaci heliktitů jsou zodpovědné kapilární síly. Kapilární elevace hraje významnou roli při růstu heliktitů, avšak důležitější je hydrostatický tlak působící v tenkém centrálním kanálku (kapiláře) heliktitu. To, co odlišuje heliktity od stalaktitů (ze kterých někdy vyrůstají) je rychlost toku vody s rozpuštěným uhličitanem vápenatým centrálním kanálkem. Při větším toku, kdy se na konci kanálku tvoří kapky vznikají normální stalaktity. V případě pomalého toku dochází k tvorbě heliktitů. Změnou toku dochází tedy i ke změně charakteru sedimentu – v přírodě některé heliktity vyrůstají ze stalaktitů (důsledek zmenšení toku). Právě při pomalém toku se projevují jiné vlivy, než gravitace.
K ozřejmění mechanismu růstu heliktitů (a vyvrácení některých až fantastických teorií) značnou měrou přispěl L. C. Huff díky svým pokusům s růstem umělých heliktitů v laboratorních podmínkách. Příčiny zakřivení (příměsi-nečistoty, rotace krystalografické osy, skládání klínovitých krystalů) pak přesvědčivě popsal G. W. Moore 
Vítr a bakterie (produkující uhličitan vápenatý) hrají sice svou roli při vzniku krasových útvarů, avšak tvrzení, že např. vznik heliktitů je důsledkem proudění vzduchu má značné trhliny. Vítr sice může ovlivnit směr růstu krápníků, avšak jelikož je jejich růst velmi pomalý proces, musel by se i směr proudění měnit velice pomalu a definovaně, aby mohly vzniknout šroubovité („spirálovité“) útvary jako některé heliktity. V některých jeskyních se až do jejich objevení a „otevření“ rozhodně žádný vítr neproháněl. Dále pro růst umělých heliktitů v laboratoři nebyl také zapotřebí žádný vítr.